# Espen Johnsen
Pour les articles homonymes, voir Johnsen.
Espen Johnsen, né le 20 novembre 1979 à Kristiansand (Norvège), est un ancien footballeur norvégien qui évoluait au poste de gardien de but. Son frère, Marius Johnsen, est aussi un footballeur professionnel, qui évolue au poste de défenseur.

## Carrière
Après trois saisons à IK Start, où il s'est imposé malgré son jeune âge, il est arrivé à Rosenborg BK en janvier 2001. Lors de ses deux premières saisons, il était la doublure du gardien islandais Árni Gautur Arason. À la suite du départ de celui-ci vers Manchester City en 2003, il s'est imposé comme titulaire. La même année, il gagne également sa place en Équipe de Norvège, avec une première sélection en mai contre la Finlande.
Cette année 2003 a été décidément très faste pour Espen Johnsen, puisqu'en plus de gagner le Championnat de Norvège et la Coupe de Norvège, il a aussi été désigné meilleur gardien du championnat.